# Diaphractus leipoldti
Diaphractus leipoldti är en spindelart som beskrevs av William Frederick Purcell 1907. Diaphractus leipoldti ingår i släktet Diaphractus och familjen plattbuksspindlar. Inga underarter finns listade i Catalogue of Life.